# Bosc Estatal de Clavera
El Bosc Estatal de Clavera (en francès, oficialment, Forêt Domaniale de Clavera) és un bosc del terme comunal d'Aiguatèbia i Talau, a la comarca del Conflent, de la Catalunya del Nord.
Està situat al sud-oest del terme d'Aiguatèbia i Talau, al nord-oest de la Serra i del Puig de Clavera.
El bosc està sotmès a una explotació gestionada per l'Office National des Forêts (ONF); la propietat del bosc és de l'estat francès, ja que procedeix d'antigues propietats reials. Té el codi identificador de l'ONF F16209K.